# ヴィエナ
ヴィエナ (Vienna)はイギリスのバンド、ウルトラヴォックスの4枚目のアルバム。1980年7月11日リリース。

## 概要
前作『システム・オブ・ロマンス』リリース後に脱退したジョン・フォックスの後を受けたミッジ・ユーロが加入し、最初に参加したアルバム。ミキシング作業は前作と同じくケルンのコニー・プランク所有のスタジオで行われた。ポリフォニックシンセサイザーやシーケンサーの使用など、前作の先鋭性をさらに推し進めた内容となった。

## 商業的成功
アルバムは全英3位を記録し各国でチャートインを果たすなど、バンドにとって初めてと言える商業的成功を手にした作品である。特に表題曲「ヴィエナ」はアルバム3枚目のシングルとしてカットされ、当時のニューロマンティックブームの後押しもあり、本国イギリスはもとより欧州各国で大ヒットを記録した。1981年のブリット・アワードでベストシングルアワードを獲得するなど、バンドの代表曲の一つとして著名である。
日本では「ニュー・ヨーロピアンズ」が、サントリーのテレビCMで使用された（因みに、当時日本で発売されたこの曲のシングル盤に於いては「ヴィエナ」がB面に採用されていた）事で一般的な知名度も高まり、1981年には『ヴィエナ』、『エデンの嵐』とライヴ音源などから選曲された日本のみの編集盤『新欧州人』もリリースされた。

## 収録曲
1. アストラダイン / Astradyne - 7:07
2. ニュー・ヨーロピアンズ / New Europeans - 4:01
3. プライベート・ライヴズ / Private Lives - 4:06
4. パッシング・ストレンジャーズ / Passing Strangers - 3:48
5. スリープウォーク / Sleepwalk - 3:10
6. ミスターX / Mr. X -  6:33
7. ウェスターン・プロミス / Western Promise - 5:18
8. ヴィエナ / Vienna - 4:53
9. オール・ストゥッド・スティル / All Stood Still - 4:21

### 2000年リイシュー版ボーナス・トラック
1. Waiting - 3:51
2. Passionate Reply - 4:17
3. Herr X - 5:49
4. Alles Klar - 4:53
5. Vienna （ミュージック・ビデオ）

### 2008年リマスター版ボーナス・ディスク
1. "Sleepwalk (Early Version)" - 3:23
2. "Waiting" (B-side of Sleepwalk) - 3:51
3. "Face to Face (Live)" (B-side of Passing Strangers) - 6:04
4. "King's Lead Hat (Live)" (B-side extra of Passing Strangers (12" version)) - 4:06 （ブライアン・イーノのカヴァー）
5. "Passionate Reply" (B-side of Vienna) - 4:17
6. "Herr X" (B-side extra of Vienna (12" version)) - 5:49 (German version of "Mr. X")
7. "All Stood Still" (Extended 12" Version) - 5:08
8. "Alles Klar" (B-side of All Stood Still) - 4:53
9. "Keep Talking" (Cassette recording during rehearsals) - 6:23
10. "Sleepwalk (Live)" - 3:43
11. "All Stood Still (Live)" - 4:35

### 2020年『VIENNA(40TH ANNIVERSARY)』
リマスター・ニューステレオミックス・未発表音源・ライヴ・5.1サラウンドミックス他が収録されている。

## メンバー
- ミッジ・ユーロ - ボーカル、 ギター、シンセサイザー
- クリス・クロス - ベース、シンセサイザー、コーラス
- ウォーレン・カン - ドラムス、電子ドラム、コーラス、ボーカル (Mr.X, Herr X)
- ビリー・カーリー - ピアノ、シンセサイザー、ヴィオラ、ヴァイオリン